# Municipio de Benton (condado de Cheboygan)
El municipio de Benton (en inglés: Benton Township) es un municipio ubicado en el condado de Cheboygan en el estado estadounidense de Míchigan. En el año 2010 tenía una población de 3206 habitantes y una densidad poblacional de 19,84 personas por km².

## Geografía
El municipio de Benton se encuentra ubicado en las coordenadas 45°36′20″N 84°22′19″O / 45.60556, -84.37194. Según la Oficina del Censo de los Estados Unidos, el municipio tiene una superficie total de 161.58 km², de la cual 151,93 km² corresponden a tierra firme y (5,97 %) 9,65 km² es agua.

## Demografía
Según el censo de 2010, había 3206 personas residiendo en el municipio de Benton. La densidad de población era de 19,84 hab./km². De los 3206 habitantes, el municipio de Benton estaba compuesto por el 92,67 % blancos, el 0,19 % eran afroamericanos, el 3,74 % eran amerindios, el 0,44 % eran asiáticos y el 2,96 % eran de una mezcla de razas. Del total de la población el 0,87 % eran hispanos o latinos de cualquier raza.